# كليفلاند أموري
كليفلاند أموري (بالإنجليزية: Cleveland Amory)‏ هو صحفي وكاتب أمريكي، ولد في 2 سبتمبر 1917 في Nahant, Massachusetts ‏ في الولايات المتحدة، وتوفي في 14 أكتوبر 1998 في مانهاتن في الولايات المتحدة بسبب أم الدم الأبهرية البطنية.

## وصلات خارجية
- كليفلاند أموري على موقع IMDb (الإنجليزية)
- كليفلاند أموري على موقع أول موفي (الإنجليزية)
- كليفلاند أموري على موقع إن إن دي بي (الإنجليزية)
- كليفلاند أموري على موقع كينوبويسك (الروسية)